# ヒンドゥー (競走馬)
ヒンドゥー（Hindoo、1878年 - 1901年）はアメリカ合衆国のサラブレッドの競走馬、および種牡馬。19世紀のアメリカ競馬において18連勝を記録し、また1881年のケンタッキーダービーなどに優勝した。1955年にアメリカ競馬殿堂入りしている。

## 経歴
1878年にエルメンドルフファームで生まれた、鹿毛の牡馬である。2歳のシーズン中に、マイクとフィルのドワイヤー兄弟によって購入され、馬主名義がドワイヤーブラザーズステーブルへと変更された。デビュー当初の調教師はエドワード・ダドリー・ブラウンで、名義変更後はジェームズ・ロウ厩舎へと転厩している。
2歳時はデビューから7連勝し、後に同年のアメリカ最優秀2歳牡馬に選ばれている。3歳時においても、5月から8月のわずか3ヶ月間にステークス競走を18連勝する大活躍を見せた。もしこの当時にデッドヒート（同着）が存在していたら19連勝でもあったとされている。1881年9月1日のシープスヘッドベイステークスで3着に入り、ヒンドゥーの連勝はここで止まった。
連勝した競走の中には、ケンタッキーダービーも含まれていた。単勝4倍に支持されたヒンドゥーは、スタートから先頭に立って走っていたが、ちょうど半分に差し掛かったところでレクセクスという馬に先頭を奪われた。その様子から多くの観客がヒンドゥーの敗北を危惧したが、ヒンドゥーはカーブに入ったところでレクセクスを再び追い越した。鞍上のJ. マクラフリンが鞭を2回入れると大きく駆け出し、2着レクセクスに4馬身差をつけて優勝を手にした。
4歳でも6戦して5勝を挙げている。なかでも、同年のコニーアイランドカップ（18ハロン・約3421メートル）では古豪パロールを破っての勝利であった。4歳のシーズンをもって引退、生涯で35戦30勝・2着3回・3着2回の成績を残した。稼いだ賞金総額71,875ドルは、それまでのアメリカ競馬史上の最高額であった。

## 引退後
種牡馬としては現役時代ほどの成績を収めなかったが、代表産駒の1頭ハノーヴァーはヒンドゥーの獲得賞金記録を上回る118,887ドルを稼ぎ出すなど大いに活躍した。また、ハノーヴァーは種牡馬としても成功し、4年連続してリーディングサイアーを取るなど当時のアメリカ競馬界に多大な影響を及ぼした。ただ、ハノーヴァーから続いた父系は20世紀中に衰え、競走馬の世界では現在すでに残っていない。ハノーヴァー以外の主な産駒に1888年生まれの牝馬サリーマクリランドがおり、アラバマステークスなどに優勝している。
1955年、アメリカ競馬名誉の殿堂博物館はアメリカ初の殿堂馬選定を行い、そのなかの1頭としてヒンドゥーを選出した。

## 評価

### 主な勝鞍
※当時はグレード制未導入
1880年（2歳） 9戦7勝
1881年（3歳） 20戦18勝
ケンタッキーダービー、クラークハンデキャップ、タイダルステークス、トラヴァーズステークス、ユナイテッドステーツホテルステークス、セキュールステークス、ケナーステークス、コニーアイランドダービー、ジャージーセントレジャーステークス
1882年（4歳） 6戦5勝
コニーアイランドカップ

### 年度代表馬
- 1880年 - アメリカ最優秀2歳牡馬
- 1881年 - アメリカ最優秀3歳牡馬
- 1882年 - アメリカ最優秀ハンデキャップ馬

### 表彰
- 1955年 - アメリカ競馬名誉の殿堂博物館により、殿堂馬として選定される。

## 血統表
| ヒンドゥーの血統（グレンコー系（ヘロド系） / Emilius 5x5=6.25%、 Tramp 父内5x5=6.25%） | ヒンドゥーの血統（グレンコー系（ヘロド系） / Emilius 5x5=6.25%、 Tramp 父内5x5=6.25%） | ヒンドゥーの血統（グレンコー系（ヘロド系） / Emilius 5x5=6.25%、 Tramp 父内5x5=6.25%） | （血統表の出典）   | （血統表の出典） |
| 父 Virgil 1864 青鹿毛 アメリカ                                                         | 父の父Vandal 1850 鹿毛 アメリカ                                                        | Glencoe                                                                                | Sultan             | Sultan           |
| 父 Virgil 1864 青鹿毛 アメリカ                                                         | 父の父Vandal 1850 鹿毛 アメリカ                                                        | Glencoe                                                                                | Trampoline         |                  |
| 父 Virgil 1864 青鹿毛 アメリカ                                                         | 父の父Vandal 1850 鹿毛 アメリカ                                                        | Tranby Mare                                                                            | Tranby             | Tranby           |
| 父 Virgil 1864 青鹿毛 アメリカ                                                         | 父の父Vandal 1850 鹿毛 アメリカ                                                        | Tranby Mare                                                                            | Lucilla            |                  |
| 父 Virgil 1864 青鹿毛 アメリカ                                                         | 父の母Hymenia 1851 鹿毛 アメリカ                                                       | Yorkshire                                                                              | St. Nicholas       | St. Nicholas     |
| 父 Virgil 1864 青鹿毛 アメリカ                                                         | 父の母Hymenia 1851 鹿毛 アメリカ                                                       | Yorkshire                                                                              | Miss Rose          |                  |
| 父 Virgil 1864 青鹿毛 アメリカ                                                         | 父の母Hymenia 1851 鹿毛 アメリカ                                                       | Little Peggy                                                                           | Cripple            | Cripple          |
| 父 Virgil 1864 青鹿毛 アメリカ                                                         | 父の母Hymenia 1851 鹿毛 アメリカ                                                       | Little Peggy                                                                           | Peggy Stewart      |                  |
| 母 Florence 1869 栗毛 アメリカ                                                         | 母の父Lexington 1850 鹿毛 アメリカ                                                     | Boston                                                                                 | Timoleon           | Timoleon         |
| 母 Florence 1869 栗毛 アメリカ                                                         | 母の父Lexington 1850 鹿毛 アメリカ                                                     | Boston                                                                                 | Sister to Tuckahoe |                  |
| 母 Florence 1869 栗毛 アメリカ                                                         | 母の父Lexington 1850 鹿毛 アメリカ                                                     | Alice Carneal                                                                          | Sarpedon           | Sarpedon         |
| 母 Florence 1869 栗毛 アメリカ                                                         | 母の父Lexington 1850 鹿毛 アメリカ                                                     | Alice Carneal                                                                          | Rowena             |                  |
| 母 Florence 1869 栗毛 アメリカ                                                         | 母の母Weatherwitch 1858 栗毛 イギリス                                                  | Weatherbit                                                                             | Sheet Anchor       | Sheet Anchor     |
| 母 Florence 1869 栗毛 アメリカ                                                         | 母の母Weatherwitch 1858 栗毛 イギリス                                                  | Weatherbit                                                                             | Miss Letty         |                  |
| 母 Florence 1869 栗毛 アメリカ                                                         | 母の母Weatherwitch 1858 栗毛 イギリス                                                  | Birdcatcher Mare                                                                       | Birdcatcher        | Birdcatcher      |
| 母 Florence 1869 栗毛 アメリカ                                                         | 母の母Weatherwitch 1858 栗毛 イギリス                                                  | Birdcatcher Mare                                                                       | Colocynth F-No.24  |                  |

母フローレンスは、1880年のケンタッキーダービーを制したフォンソの半姉にあたる。